# Nina Pedrad
Nina Pedrad ist eine iranisch-US-amerikanische Fernsehproduzentin, Schauspielerin und Drehbuchautorin.

## Leben
Nina Pedrad ist die jüngere Schwester von Nasim Pedrad. Sie begann ihre Fernsehkarriere als Story Editor bei der Comedy-Serie 30 Rock, für die sie auch die beiden Folgen Der Geruch meines Vaters (2012) und Rettet die Show! (2013) schrieb. Dafür wurde sie für einen Writers Guild of America Award (WGA Award) 2013 und 2014 nominiert. Anschließend schrieb sie für New Girl und Will & Grace. Bei beiden Shows produzierte sie auch mehrere Folgen.
2018 spielte sie eine Nebenrolle in der Fernsehserie No Activity, bei der sie ebenfalls als Drehbuchautorin und Produzentin mitwirkte.
Für ihre Mitwirkung am Drehbuch von Borat Anschluss Moviefilm wurde sie zusammen mit Sacha Baron Cohen, Anthony Hines, Dan Swimer, Peter Baynham, Erica Rivinoja, Dan Mazer, Jena Friedman und Lee Kern bei der Oscarverleihung 2021 für einen Oscar für das Beste adaptierte Drehbuch nominiert. Außerdem erhielt sie einen WGA Award. Sie war 2021 nur eine von vier Frauen, die nominiert waren, und die einzige Woman of Color.